# Donkioporia expansa
Donkioporia expansa är en svampart som först beskrevs av Jean Baptiste Desmazières, och fick sitt nu gällande namn av Kotl. & Pouzar 1973. Donkioporia expansa ingår i släktet Donkioporia och familjen Fomitopsidaceae.   Inga underarter finns listade i Catalogue of Life.